# SVT Umeå
SVT Umeå är Sveriges Televisions avdelning i Umeå. Efter neddragningar på andra orter är Umeå en av fyra orter där SVT producerar allmän-TV, alltså rikssända program som inte är nyhetsprogram.

## Historik
Det första TV-programmet producerat i Umeå sändes 1964, hette Vad ska hända med Jörn? och handlade om den tidens avflyttning. Reportaget producerades av Åke Söderlind som sedan 1961 även var distriktschef för Sveriges Radio i Umeå. Vid denna tid var Sveriges Radio i Umeå beläget på Kungsgatan 27 och ägnade sig främst åt regionalradio.
Under 1970- och 1980-talet ökade Sveriges Radio och SVT successivt andelen program som producerades utanför Stockholm. De tio distrikten, inklusive Umeå, fick mer pengar att röra sig med. 1970 byggdes ett nytt hus för radio och TV på Mariehem. 1980 flyttade SVT Umeå in i Polarvagnens gamla lokaler på Ersboda där man fortfarande är belägna.
Med tiden skulle de tio distrikten komma att fokusera på vissa specifika programgenrer. För Umeå innebar detta en satsning på konsumentjournalistik och livsåskådning.
SVT Umeå var tillsammans med SVT Karlstad det distrikt som saknade eget regionalt nyhetsprogram längst tid. Istället hade programmet Nordnytt, sänt från SVT Luleå, en redaktion i Umeå. I januari 2001 startade det egna nyhetsprogrammet Västerbottensnytt.
Under 2003 genomförde SVT en omfattande strukturomvandling och neddragning av den regionala verksamheten. För många distrikt innebar detta betydliga neddragningar och att man slutade producera studiobaserade allmän-TV-program. SVT Umeå blev däremot huvudproduktionsort i SVT Nord som omfattade hela Norrland och fick fortsätta producera ett allsidigt utbud. Denna omfördelning innebar att SVT Umeå fick anledning att nyanställa. Vissa program som producerats på andra orter skulle senare flytta till Umeå, bland andra Go'kväll (tidigare samproducerat med SVT Norrköping) och Mitt i naturen.
Ännu en neddragning blev offentlig i april 2008 och innebar att allmän-TV-produktionen helt upphörde utanför Stockholm, Göteborg, Malmö och Umeå. SVT Norrköping lades ner helt och programmet Fråga doktorn som tidigare producerats där flyttade till Umeå i januari 2009.

## Program
Program som sänds från SVT Umeå:
- Från Sverige till himlen
- Go'kväll
- Mitt i naturen
- Plus
- Fråga doktorn
- Bulldogg

Bland de program som sänts från SVT Umeå finns:
- 24 Konsument
- Argument
- Existens
- Expedition Vildmark
- Valborgsmässoafton 2007
- Naturnollorna
- Plus Ekonomi
- Finns blått?
- Tango
- Login

Lokala program som sänds från SVT Umeå:
- Västerbottensnytt
- Eftersnack